# Konceptní písmo

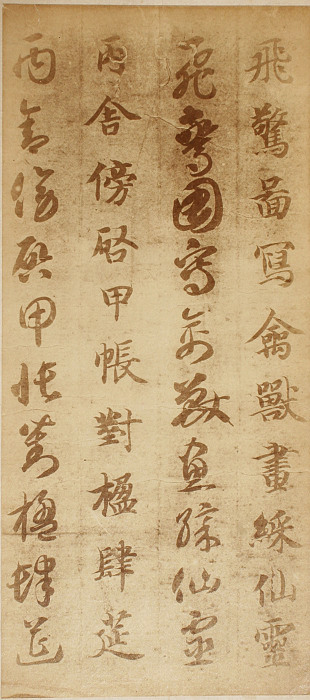
Stránka Textu o tisíce znacích v konceptním a vzorovém písmu, Č’ Jung, 7. století

Konceptní písmo (čínsky v českém přepisu cchao-šu, pchin-jinem cǎoshū, znaky zjednodušené 草书, tradiční 草書) je styl písma čínské kaligrafie, který se vyvinul v chanském období, ve druhé polovině 1. století př. n. l., jako zběžný rychlopis pro soukromé použití. Je rychleji psané než běžné vzorové, nebo i kurzivní písmo, avšak pro neobeznámené čtenáře i hůře čitelné.

## Historie

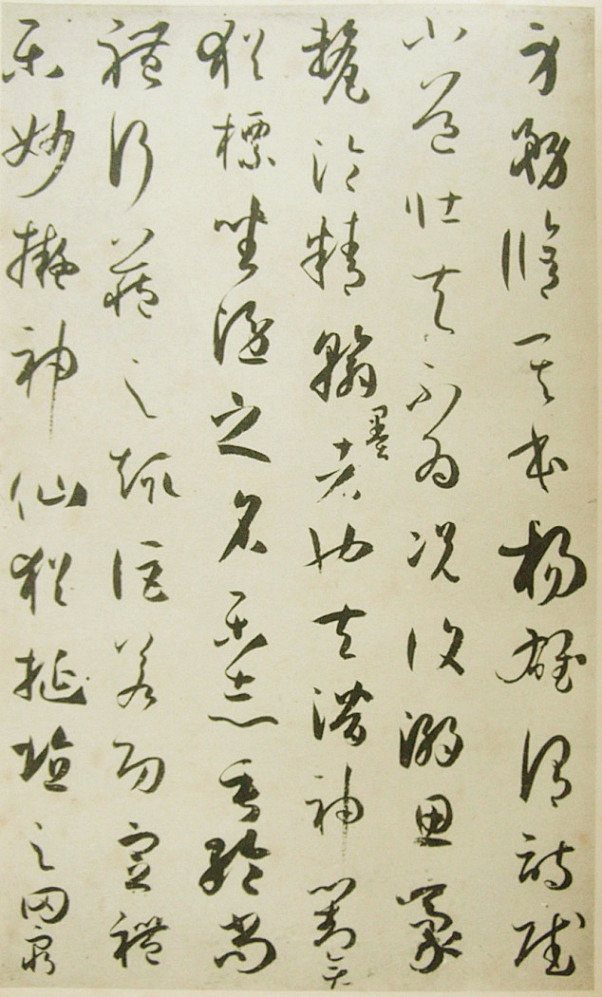
Ukázka konceptního písma Sun Kuo-tchinga, detail předmluvy z jeho Pojednání o kaligrafii z roku 687, Národní palácové muzeum, Tchaj-pej

Konceptní písmo se vyvinulo ve druhé polovině 1. století př. n. l. v chanské Číně jako neformální rychlopis zjednodušením úřednického písma li-šu. Starší konceptní písmo je označováno za chanské konceptní (čínsky v českém přepisu čang-cchao, pchin-jinem zhāngcǎo, znaky 章草). Mistry v něm byli pozdně chanští kaligrafové Čang Č’ a Čung Jou. Ve 3. – 7. století se zformovalo konceptní písmo současného typu, tzv. nové konceptní (čínsky v českém přepisu ťin-cchao, pchin-jinem jīncǎo, znaky 今草), rozvíjející se paralelně s vývojem vzorového písma. K předním kaligrafům tvořícím v konceptním písmu v tomto období patřili Cchuej Jüan, Wang Si-č’ a Wang Čchia. Také Wang Sien-č’ vynikl v tomto stylu, přičemž jako první začal psát i několik znaků jedním tahem.
V tchangském období se objevilo „bláznivé konceptní písmo“ (čínsky v českém přepisu kchuang-cchao, pchin-jinem kuángcǎo, znaky 狂草), tato krajně zjednodušená varianta čínských znaků zůstala pro svou nízkou čitelnost mimo praktické použití, pro některé kaligrafy se však stala prostředkem uměleckého vyjádření.
Vedle písma vzorového (kchaj-šu) a kurzivního (sing-šu) patřilo konceptní písmo mezi tři základní styly čínské kaligrafie v nichž byla napsána většina kaligrafických textů.